# Kanton Digne-les-Bains-Est
Kanton Digne-les-Bains-Est (fr. Canton de Digne-les-Bains-Est) je francouzský kanton v departementu Alpes-de-Haute-Provence v regionu Provence-Alpes-Côte d'Azur. Tvoří ho čtyři obce.

## Obce kantonu
- Digne-les-Bains (východní část)
- Entrages
- La Robine-sur-Galabre
- Marcoux